# Trinity College (Cambridge)

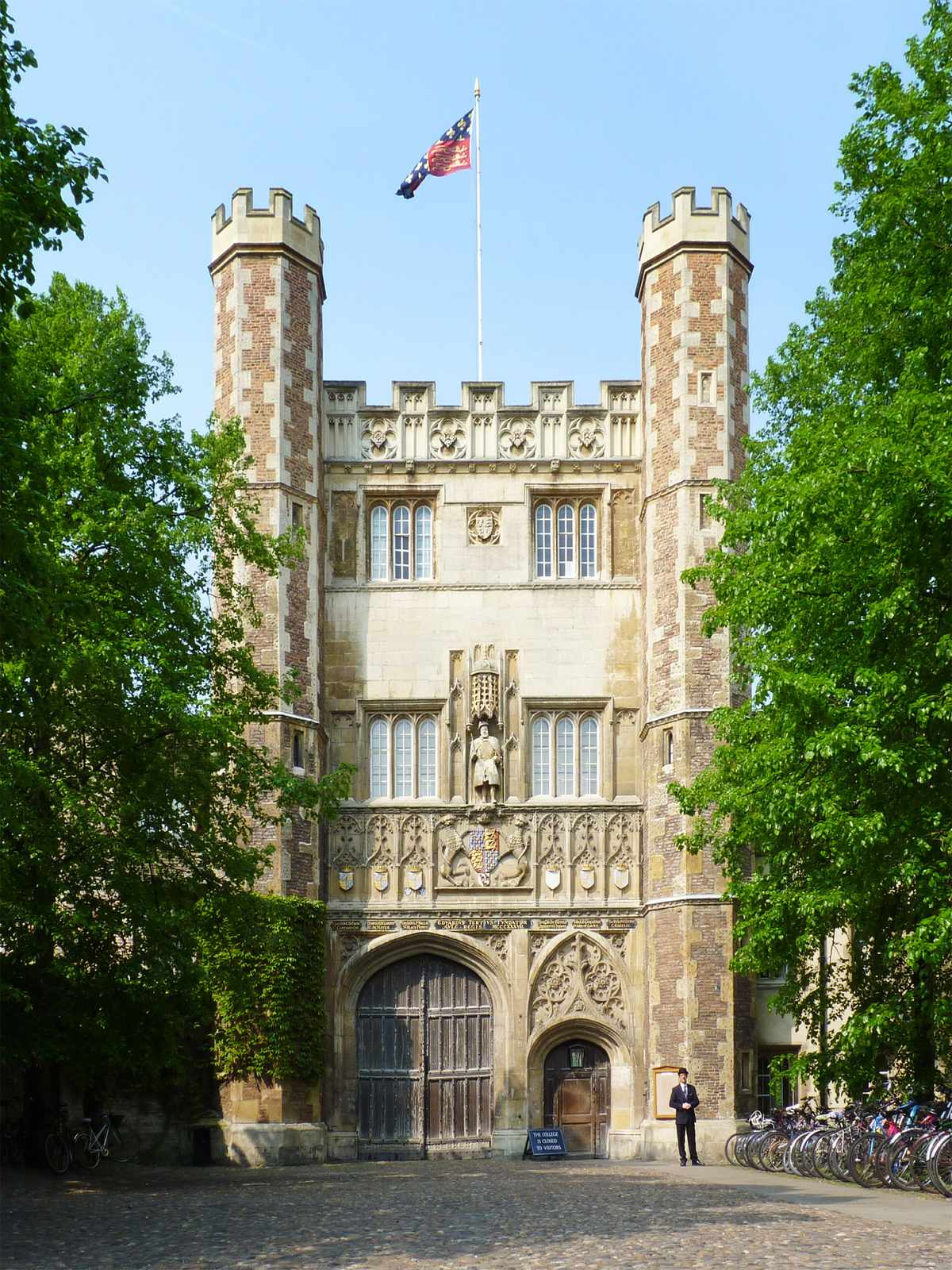
Das Great Gate ist der Haupteingang zum College und führt zum Great Court. Eine Statue des Collegegründers, Heinrich VIII. (England), steht in einer Nische über dem Eingang.

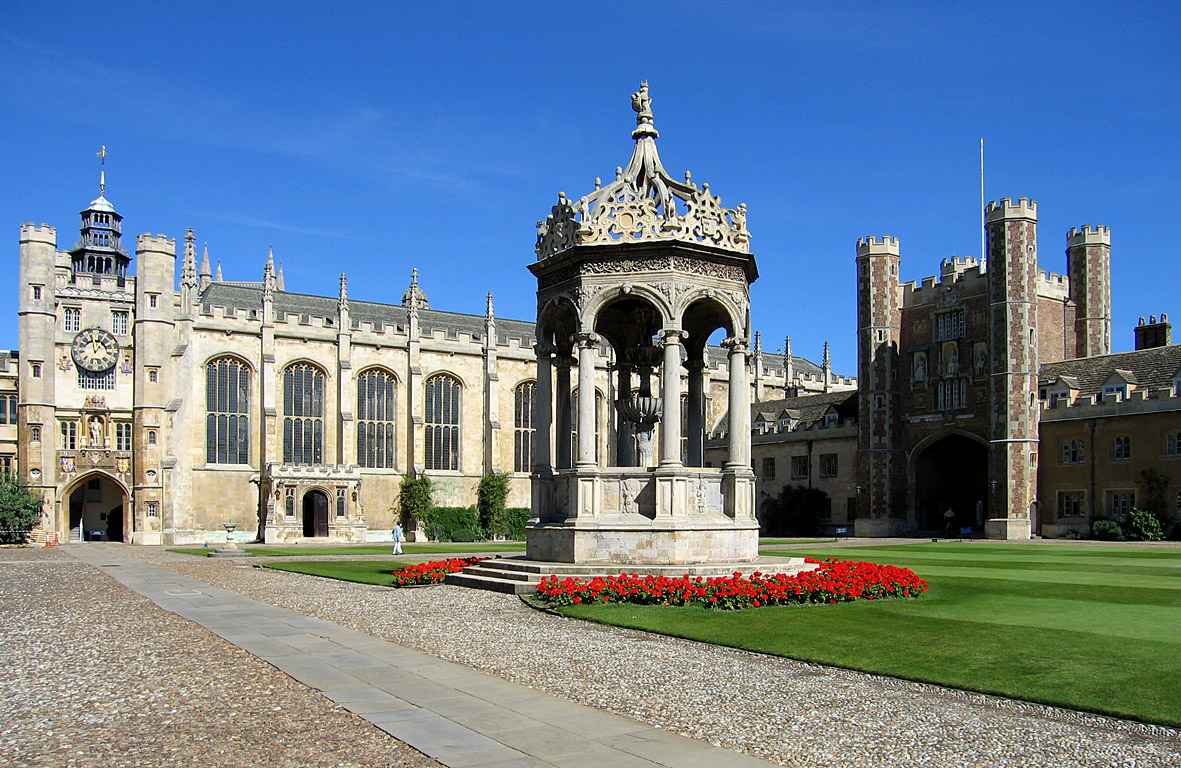
Great Court, der größte Court in Cambridge

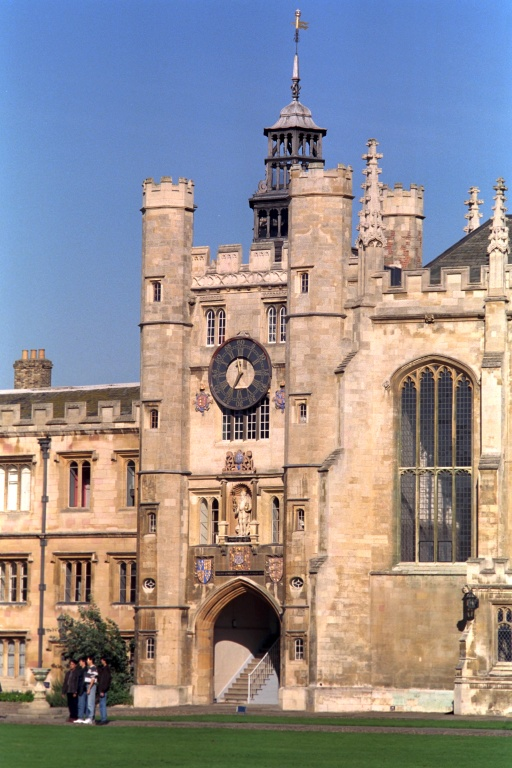
Great Court

Das Trinity College ist ein College der University of Cambridge und beheimatet ungefähr 1000 Studenten und rund 190 Lehrpersonen. Es besitzt eine starke akademische Tradition und hat bisher 34 Nobelpreisträger sowie vier Träger der Fields-Medaille hervorgebracht. Darüber hinaus ist Trinity für den alljährlichen Mayball und seinen Ruderverein First and Third Trinity Boat Club sowie seinen Chor The Choir of Trinity College, Cambridge bekannt.

## Geschichte und Aufbau
Das College wurde im Dezember 1546 von Heinrich VIII. kurz vor seinem Tod gegründet. Er vereinigte dazu die beiden älteren Colleges Michaelhouse und King’s Hall und stattete das neu gegründete College mit Ländereien und Einkünften aus, die größtenteils aus dem konfiszierten Klostervermögen stammten.
Die Gebäude des Colleges erstrecken sich zwischen dem Gonville und Caius College im Süden und dem St John’s College im Norden von der Trinity Street nach Westen bis zum Fluss Cam. Sie stammen meist aus dem 16. und 17. Jahrhundert. Durch den Haupteingang, das Great Gate, das zu Beginn des 16. Jahrhunderts als Eingang von King’s Hall errichtet wurde, gelangt man in den Great Court, den annähernd rechteckigen Innenhof, der mit einer Grundfläche von etwa 8000 m² der größte in Cambridge ist. Seine Anlage geht auf Thomas Nevile zurück, den Master des Colleges von 1593 bis 1615, der große Teile des Colleges neu gestaltete. Er ließ auch den Nevile’s Court zwischen dem Great Court und dem Cam errichten, der im späten 17. Jahrhundert mit dem Bau der Wren Library durch Christopher Wren seinen Abschluss nach Westen erhielt.

## Zahlen zu den Studierenden
Im Dezember 2022 waren 1.071 Studierende am Trinity College eingeschrieben. Davon strebten 735 (68,6 %) ihren ersten Studienabschluss an, sie waren also undergraduates. 336 (31,4 %) arbeiteten auf einen weiteren Abschluss hin, sie waren postgraduates. 2020 waren es 1.075 Studierende gewesen, davon ebenfalls 336 im weiterführenden Studium, 2021 insgesamt 1.085.

## Nobelpreisträger
Es gibt mit Stand 2019 insgesamt 34 Nobelpreisträger, die am Trinity College studiert, geforscht oder gelehrt haben. Darunter haben 13 den Nobelpreis für Physik, 9 für Chemie, 7 für Physiologie oder Medizin, 3 für Wirtschaftswissenschaften und je einer für Literatur oder Frieden erhalten.
- 1904 John William Strutt, 3. Baron Rayleigh (Physik)
- 1906 Sir Joseph John Thomson (Physik)
- 1908 Ernest Rutherford (Chemie)
- 1915 William Henry Bragg (Physik)
- 1915 William Lawrence Bragg (Physik)
- 1917 Charles Glover Barkla (Physik)
- 1922 Niels Bohr (Physik)
- 1922 Francis William Aston (Chemie)
- 1922 Archibald Vivian Hill (Physiologie/Medizin)
- 1925 Sir Austen Chamberlain (Frieden)
- 1928 Owen Willans Richardson (Physik)
- 1929 Frederick Gowland Hopkins (Physiologie/Medizin)
- 1932 Edgar Douglas Adrian (Physiologie/Medizin)
- 1936 Sir Henry Hallett Dale (Physiologie/Medizin)
- 1937 George Paget Thomson (Physik)
- 1950 Bertrand Russell (Literatur)
- 1951 Ernest Walton (Physik)
- 1952 Richard Synge (Chemie)
- 1962 John Cowdery Kendrew (Chemie)
- 1963 Alan Lloyd Hodgkin (Physiologie/Medizin)
- 1963 Andrew Huxley (Physiologie/Medizin)
- 1973 Brian David Josephson (Physik)
- 1974 Sir Martin Ryle (Physik)
- 1977 James Edward Meade (Wirtschaftswissenschaften)
- 1978 Pjotr Leonidowitsch Kapiza (Physik)
- 1980 Walter Gilbert (Chemie)
- 1982 Aaron Klug (Chemie)
- 1983 Subrahmanyan Chandrasekhar (Physik)
- 1996 James Alexander Mirrlees (Wirtschaftswissenschaften)
- 1998 John A. Pople (Chemie)
- 1998 Amartya Sen (Wirtschaftswissenschaften)
- 2009 Venki Ramakrishnan (Chemie)
- 2018 Gregory Winter (Chemie)
- 2019 Didier Queloz (Physik)

## Weitere Preisträger

### Preisträger der Fields-Medaille
Bisher wurden vier Mitglieder des Trinity Colleges mit der Fields-Medaille ausgezeichnet:
- 1966 Michael Atiyah
- 1970 Alan Baker
- 1998 Richard E. Borcherds
- 1998 William Timothy Gowers

### Oscars
Vier Mitglieder des Trinity Colleges haben einen Oscar erhalten:
- 2015 Eddie Redmayne
- 2014 Dan Piponi
- 1984 Peter Shaffer
- 1938 Ian Dalrymple

## Berühmte Ehemalige
- John Dee (1527–1608/1609), Mathematiker, Astronom, Astrologe, Geograph, Mystiker und Berater der Königin Elisabeth I.
- Francis Bacon (1561–1626), Philosoph, Staatsmann und Naturwissenschaftler.
- Isaac Newton (1643–1727), Mathematiker und Physiker
- Adam Sedgwick (1785–1873), Begründer der modernen Geologie
- Charles Babbage (1791–1871), Mathematiker und Erfinder (z. B. Analytical Engine)
- William Talbot (1800–1877), Erfinder des Negativ-Positiv-Verfahrens in der Fotografie
- Augustus De Morgan (1806–1871), Mathematiker (De Morgansche Gesetze)
- Aleister Crowley (1875–1947), Schriftsteller, Okkultist und Begründer der thelemischen Weltanschauung
- George Biddell Airy (1801–1892), Astronom, Entdecker des Astigmatismus des menschlichen Auges
- James Clerk Maxwell (1831–1879), Physiker, Pionier der Elektrodynamik
- John Roche Dakyns (1836–1910), Geologe
- Arthur Balfour (1848–1930), britischer Politiker und Premierminister
- Ion Keith-Falconer (1856–1887), Wissenschaftler, Missionar und Radrennfahrer
- Robert Erskine Childers (1870–1922), irischer Schriftsteller und prominenter Anhänger der irischen Unabhängigkeitsbewegung
- Bertrand Arthur William Russell (1872–1970), Mathematiker und Philosoph, Nobelpreis für Literatur 1950
- S. Ramanujan (1887–1920), indischer Mathematiker
- Charles Rolls (1877–1910), Gründer des Automobil-Unternehmens Rolls-Royce
- Ludwig Wittgenstein (1889–1951), einer der wichtigsten Philosophen des 20. Jahrhunderts
- Kenneth Gandar-Dower (1908–1944), britischer Schriftsteller und Kriegsberichterstatter
- Michael Grant (1914–2004), Historiker und Autor
- George D. Painter (1914–2005), Inkunalbelforscher und Proust-Biograf
- Keith Batey (1919–2010), Kryptoanalytiker in Bletchley Park
- Rolf Noskwith (1919–2017), Kryptoanalytiker in Bletchley Park
- John A. T. Robinson (1919–1983), anglikanischer Bischof von Woolwich, Autor von Honest to God
- James H. Wilkinson (1919–1986), Mathematiker, Turingpreisträger
- Alex Comfort (1920–2000), Arzt, Autor und Sexualaufklärer („The Joy of Sex“)[7]
- John Ehrman (1920–2011), Historiker und Buchsammler
- Jean-Pierre Warner (1924–2005), erster britischer Generalanwalt am Europäischen Gerichtshof
- John G. Hurst (1927–2003), Archäologe
- Anand Panyarachun (* 1932), ehemaliger Ministerpräsident von Thailand
- Peter Wright (* 1946), ehemaliger Rennwagen-Konstrukteur in der Formel 1
- Charles, Prince of Wales (* 1948), britischer Thronfolger; seit 2022 als Charles III., König des Vereinigten Königreichs
- Nicky Gumbel (* 1955), anglikanischer Geistlicher und Vater des Alpha-Kurses
- Justin Welby (* 1956), Erzbischof von Canterbury 2013–2025
- Ross Anderson (1956–2024), Informatiker, Autor und Berater für Sicherheitstechnik
- David Unterhalter (* 1958), ehemaliges Mitglied am Appellate Body der WTO und Richter in Südafrika

## Liste der Master
Das Oberhaupt des Trinity College ist der Master. Der erste Master war John Redman, er wurde 1546 ernannt. Ursprünglich wurde das Amt vom König verliehen, manchmal auch als Auszeichnung an wichtige Personen. Heute wählen die Fellows des College, unterstützt von der Regierung, den Master, die Rolle des Königshauses ist nur noch nominal.
Auf der Liste der Master des Trinity College stehen (neben weiteren Persönlichkeiten):
- John Wilkins (1659–1660)
- Richard Bentley (1700–1742)
- William Whewell (1841–1866)
- Joseph John Thomson (1918–1940)
- George Macaulay Trevelyan (1940–1951)
- Edgar Adrian, 1. Baron Adrian (1951–1965)
- Rab Butler (1965–1978)
- Alan Hodgkin (1978–1984)
- Andrew Huxley (1984–1990)
- Michael Francis Atiyah (1990–1997)
- Amartya Sen (1998–2004)
- Martin Rees (2004–2012)
- Gregory Winter (2012–2019)
- Sally Davies (ab 2019)